# ソー・アローン
『ソー・アローン』（So Alone）は、アメリカ合衆国のパンク・ロック・ミュージシャン、ジョニー・サンダースが1978年に発表した、ソロ名義では初のスタジオ・アルバム。ただし、本作はイギリスの「リアル・レコード」から発売され、母国アメリカでは1992年に初CD化されるまで未発売だった。

## 背景
ジョニー・サンダース&ザ・ハートブレイカーズ解散後、サンダースはロンドンで「リヴィング・デッド」名義でライヴ活動を行い、このバンドにはセックス・ピストルズの元メンバー、ジ・オンリー・ワンズやエディー&ザ・ホット・ロッズのメンバーなどが流動的に出入りしていた。そして、サンダースはリアル・レコードとの契約を得て、1978年5月にシングル「デッド・オア・アライヴ」でソロ・デビューを果たす。
「ダディ・ローリン・ストーン」はオーティス・ブラックウェルのカヴァーで、サンダース、フィル・ライノット、スティーヴ・マリオットが交替でリード・ボーカルを担当した。なお、ライノットは本作収録曲のうち4曲で、元セックス・ピストルズのスティーヴ・ジョーンズおよびポール・クックと共演しており、ジョーンズとクックは1979年、ライノット率いるバンド「ザ・グリーディーズ」のシングル曲「A Merry Jingle」のレコーディングにも参加している。「ロンドン・ボーイズ」はジョニー・サンダース&ザ・ハートブレイカーズ時代に作られた曲で、アルバム『L.A.M.F.』（1977年）のリマスターCDのボーナス・ディスクには、この曲のデモ・ヴァージョンが収録されている。「サブウェイ・トレイン」と「ダウンタウン」はニューヨーク・ドールズ時代の曲のリメイクである。

## 評価
アンディ・クラップスはオールミュージックにおいて5点満点中4.5点を付け、全体像に関して「サンダースがニューヨーク・ドールズやザ・ハートブレイカーズ時代に残してきた傑作と同様、R&B、ドゥーワップ、それにスリー・コードのロックンロールを見事な形でゴチャ混ぜにしている」、「ユー・キャント・プット・ユア・アームズ・アラウンド・ア・メモリー」に関して「疑いなく本作の聴き所であり、切なく、そして驚くほど詩的なバラード」と評している。また、イアン・フォートナムは2016年、loudersound.comのレビューで5点満点中4.5点を付け「サンダースのソロ・キャリアの頂点というだけでなく、クックとジョーンズがセックス・ピストルズ以外で残した録音の中でも最高と言える」と評している。

## 収録曲
特記なき楽曲はジョニー・サンダース作。1.はインストゥルメンタル。
1. パイプライン - "Pipeline" (Brian Carman, Bob Spickard) - 2:23
2. ユー・キャント・プット・ユア・アームズ・アラウンド・ア・メモリー - "You Can't Put Your Arms Round a Memory" - 3:48
3. グレート・ビッグ・キス - "Great Big Kiss" (Parsons, Catside, J. W. Tate) - 3:23
4. アスク・ミー・ノー・クエスチョンズ - "Ask Me No Questions" - 3:33
5. リーヴ・ミー・アローン - "Leave Me Alone" - 2:48
6. ダディ・ローリン・ストーン - "Daddy Rollin' Stone" (Otis Blackwell) - 3:19
7. ロンドン・ボーイズ - "London Boys" (Johnny Thunders, Billy Rath, Walter Lure) - 2:50
8. アンタッチャブル - "(She's So) Untouchable" - 2:54
9. サブウェイ・トレイン - "Subway Train" (J. Thunders, David Johansen) - 4:11
10. ダウンタウン - "Downtown" (J. Thunders, D. Johansen) - 3:13

### CDボーナス・トラック
1. デッド・オア・アライヴ - "Dead or Alive" - 3:13
2. ハーティン - "Hurtin'" (J. Thunders, Henri Paul) - 3:06
3. ソー・アローン - "So Alone" - 4:54
4. ザ・ウィザード - "The Wizard" (Marc Bolan) - 3:24

## 参加ミュージシャン
- ジョニー・サンダース - ボーカル、ギター
- パット・パラディン - ボーカル(on #3)、バッキング・ボーカル(on #9)
- フィル・ライノット - ボーカル(on #6)、ベース(on #1, #5, #6, #7)
- スティーヴ・マリオット - ボーカル、ピアノ、ハーモニカ(on #6)
- スティーヴ・ジョーンズ - ギター(on #1, #3, #5, #6, #7)
- ピーター・ペレット - ギター(on #2, #4, #8, #9)、バッキング・ボーカル(on #2, #4, #9)
- ウォルター・ルー - ギター(on #3)
- アンリ・ポール - ギター(on #9)
- スティーヴ・リリーホワイト - ピアノ(on #3)
- ポール・グレイ - ベース(on #2, #4, #8, #9, #10)
- ビリー・ラス - ベース(on #3)
- ポール・クック - ドラムス(on #1, #3, #5, #6, #7)
- マイク・ケリー - ドラムス(on #2, #4, #8, #9)
- スティーヴ・ニコル - ドラムス(on #10)
- ジョン・アイリッシュ・アール - サクソフォーン(on #3, #8, #9)
- クリッシー・ハインド - バッキング・ボーカル(on #9)
- Koulla Kakoulli - バッキング・ボーカル(on #9)